# Боромо
Боромо (фр. Boromo) — город и городская коммуна в Буркина-Фасо, в области Букле-ду-Мухун. Административный центр провинции Бале.

## География
Расположен на западе центральной части страны, на высоте 242 м над уровнем моря. Коммуна Боромо включает в себя 4 городских округа и 8 деревень. К югу от Боромо расположен национальный парк Дё-Бале.
25 ноября 2008 года примерно в 6 км от города Боромо автобус столкнулся с грузовиком. В результате автокатастрофы погибли 66 человек.

## Население
По данным на 2013 год численность населения города составляла 12 565 человек. Население городской коммуны по данным переписи 2006 года составляет 29 849 человек. Около 70 % населения города — мусульмане.
Динамика численности населения города по годам:
| 1996   | 2005   | 2006   | 2013   |
| ------ | ------ | ------ | ------ |
| 11 232 | 14 169 | 11 707 | 12 565 |

## Транспорт
Вблизи города имеется небольшой аэропорт.